# Linda Zanetti
Linda Zanetti (Camignolo, 10 marzo 2002) è una ciclista su strada e mountain biker svizzera che corre per il team Uno-X Mobility. Attiva in formazioni Elite UCI dal 2022, nel 2024 ha partecipato alla prova in linea dei Giochi olimpici di Parigi.

## Palmarès

### Strada
- 2023 (UAE Development Team, sei vittorie)

Omloop van Borsele
2ª tappa Gracia-Orlová (Lichnov > Lichnov)
Campionati svizzeri, Prova in linea Under-23
Respect Ladies Race Slovakia
2ª tappa Princess Anna Vasa Tour (Golub-Dobrzyń > Golub-Dobrzyń)
2ª tappa Tour de l'Avenir Femmes (Charolles > Louhans)
- 2024 (Human Powered Health, una vittoria)

Campionati svizzeri, Prova in linea Under-23

#### Altri successi
- 2023 (UAE Development Team)

1ª tappa, 2ª semitappa Trofeo Ponente in Rosa (San Lorenzo al Mare > Sanremo, cronosquadre)

## Piazzamenti

### Grandi Giri
- Giro d'Italia

2024: 87ª

### Competizioni mondiali
- Campionati del mondo su strada

Glasgow 2023 - In linea Under-23: ritirata
Zurigo 2024 - In linea Elite: ritirata
- Giochi olimpici

Parigi 2024 - In linea: 65ª

### Competizioni continentali
- Campionati europei su strada

Plouay 2020 - In linea Junior: 16ª
Trento 2021 - In linea Under-23: 31ª
Anadia 2022 - Cronometro Under-23: 12ª
Anadia 2022 - In linea Under-23: 49ª
Drenthe 2023 - Cronometro Under-23: 20ª
Drenthe 2023 - In linea Under-23: 3ª
Limburgo 2024 - Cronometro Under-23: non partita
Limburgo 2024 - In linea Under-23: 24ª
- Campionati europei di mountain bike[1]

Monte Tamaro 2020 - Cross country Junior: 9ª